# Budovinszky Krisztián
Budovinszky Krisztián (Mohács, 1976. április 18. –) visszavonult magyar labdarúgó.

## Pályafutása
Budovinszky Krisztián 1990-ben kezdte el labdarúgó karrierjét, a lánycsóki csapatban. 1996-ban került szülővárosának csapatához, a Mohácsi TE-hez, ahol egy teljes szezont töltött el. 1997 és 1999 között osztrák alsóbb ligás csapatoknál szerepelt.  Az ausztriai kitérőt követően előbb a BVSC-ben, majd finn csapatoknál, az FC Hämeenlinnában és az FC Hakában játszott. Ezután a dorogi és a bonyhádi csapatban focizott. Horvátországban előbb az NK Slaven Belupo, majd – egy itthon töltött demecseri évet követően – az NK Podravac labdarúgója volt. 2003 és 2007 között budapesti csapatoknál szerepelt, két évet a Honvédnál, egy évet a Fradinál, majd újra egy évet a Honvédnál. 2007 nyarán az osztrák fővárosába tette át székhelyét, rövidebb ideig ugyanis a First Vienna csapatát erősítette, majd Pápán és Tiszafüreden játszott. A 2009-2010-es szezonban ismét idegenlégiósnak állt, az iráni Sardari Tabriz FC játékosa volt. Iránból hazatérve a DVTK-hoz igazolt, nagy szerepet játszva a miskolci csapat élvonalba juttatásában. 2012 tavaszáig alapembere volt a borsodi csapatnak, ekkor ugyanis edzőváltásra került sor.
2012 nyarán – miután Sisa Tibor vette át a diósgyőri csapat irányítását – távozott a csapattól. A robusztus középhátvéd, aki bombaerős szabadrúgásairól is ismert, Zalaegerszegre igazolt, ahol 2013. június 30-ig szóló szerződést írt alá.